# Valentine Baker

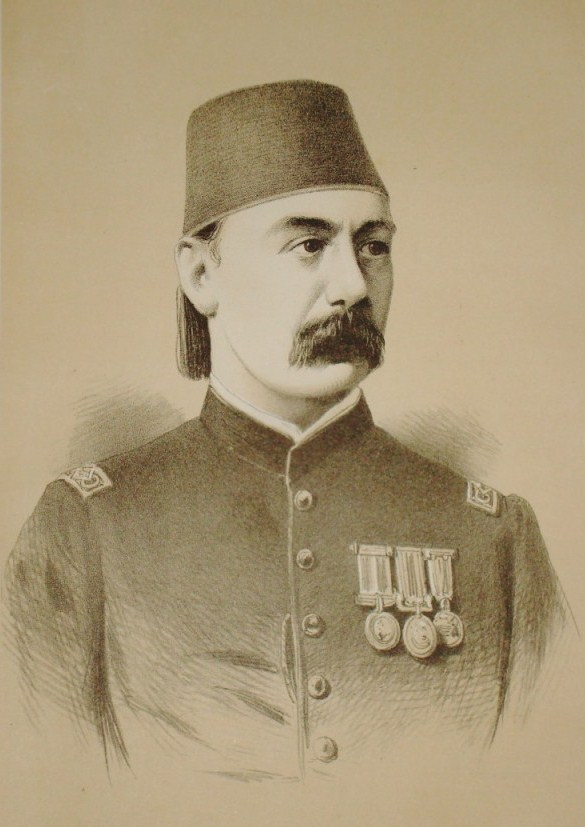
Valentine Baker

Valentine Baker, född 1827 och död 1887, var en engelsk militär, känd som Baker pascha. Han var bror till upptäcktsresande Samuel White Baker.
Baker blev officer vid kavalleriet 1848, och befordrades till överstelöjtnant och chef för 10:e husarregementet 1860. Efter en på regeringens uppdrag företagen resa i Persien blev Baker 1874 generalkvartermästare i Aldershot, men lämnade armén redan 1875. 1877 trädde han i turkisk tjänst och sedermera efter rysk-turkiska krigets slut i egyptisk. Här organiserade han det egyptiska gendarmeriet och erhöll 1882 titeln pascha. 1883 utnämndes Baker till överbefälhavare för de egyptiska trupperna i Sudan men blev året därpå i grund slagen av Osman Digma vid El Teb. Baker har utgett Clouds in the East (1876) och The war in Bulgaria (1879).